# Thaiistik
Thaiistik (thailändisch ไทยศึกษา, RTGS Thai Sueksa; englisch Thai Studies) ist die wissenschaftliche Auseinandersetzung mit Sprache, Kultur, Literatur, Geschichte und Gesellschaft Thailands sowie einiger benachbarter Regionen, unter anderem Laos. Die Beschäftigung mit dem modernen Thailand erfordert auch die Einbeziehung anderer Disziplinen wie Ethnologie, Politikwissenschaft, Soziologie, Geographie und Wirtschaft. Grundlage ist eine solide Ausbildung in der thailändischen Sprache.
Zur Thaiistik können auch Forschungen gezählt werden, die sich mit ethnischen Gruppen der Tai außerhalb des heutigen Thailand befassen, zum Beispiel den Tai Lü in Yunnan, China oder den Shan in Birma.

## Geschichte
Die erste Einrichtung, die sich schwerpunktmäßig mit der Erforschung und Verbreitung der Thaiistik und ihrer Erkenntnisse beschäftigt hat, ist die 1904 gegründete Siam Society (Sayam Samakhom, „Siam-Gesellschaft“), die unter der Schirmherrschaft des thailändischen Königshauses steht. Die Gesellschaft verfügt über eine umfangreiche Bibliothek und gibt die Zeitschrift The Journal of the Siam Society (JSS) heraus. 
Prinz Damrong Rajanubhab (1862–1943) widmete sich neben seinen Aufgaben als Innenminister des Landes der Erforschung und Beschreibung der thailändischen Geschichte und Kultur. Daneben zählen der Deutsche Oskar Frankfurter (1852–1922), der 1905 bis 1918 Oberbibliothekar der Nationalbibliothek Thailands war, der Franzose George Cœdès (1886–1969) und der Brite Horace Geoffrey Quaritch Wales (1900–1981) zu den Pionieren der Thaiistik.
An der Chulalongkorn-Universität in Bangkok wurde 1975 ein Thai Studies Project gegründet, aus dem 2010 das Institute for Thai Studies hervorging. Auch an der Thammasat-Universität gibt es ein Thai Studies Programme. Zudem haben das Department of Asian Studies der Cornell University, das Center For Southeast Asian Studies der University of Wisconsin–Madison und das Southeast Asia Institute der Australian National University einen Schwerpunkt in Thaiistik.

## Thaiistik in Hamburg
An der Universität Hamburg gibt es am Asien-Afrika-Institut eine Abteilung für Südostasienkunde mit einem Arbeitsbereich explizit für Thaiistik. Die Anfänge der Hamburger Thaiistik gehen auf das Jahr 1921 zurück, als Oskar Frankfurter an der neugegründeten Universität begann, Thai zu lehren. Nach seinem Tod im Jahr darauf endete der Unterricht jedoch wieder. Auf Initiative des Japanologen Oscar Benl wurde 1958 ein Lektorat für die thailändische Sprache am Chinesischen Seminar eingerichtet. Beim Aufbau der Thaiistik spielte in den Anfangsjahren der Lektor Luang Kee Kirati, der in den 1930er Jahren schon unter Walter Trittel in Berlin Thai unterrichtet hatte, eine herausragende Rolle. Ihm zur Seite stand ab 1963 als wissenschaftlicher Assistent Klaus Wenk, der sich vor allem der Erforschung der klassischen Literatur und der thailändischen Kunst widmete.
Klaus Wenk habilitierte sich 1965 und erhielt im Jahr 1970 einen Ruf als Professor für Sprachen und Kulturen des südostasiatischen Festlands an der neu gegründeten Abteilung Thailand, Burma und Indochina, deren Leitung er während der folgenden 22 Jahre innehatte. Von 1974 an war Klaus Rosenberg zunächst als Privatdozent, ab 1979 als Professor bis zu seinem Tod im Jahr 1988 in der Abteilung tätig, sein Schwerpunkt lag im Bereich der thailändischen Philologie lag. Als im August 1997 Rosenbergs Mutter starb, bestimmte sie testamentarisch, dass ihr Vermögen für eine Klaus-Rosenberg-Stiftung bestimmt sei. Einziger Zweck der Stiftung ist es, Studierende der Abteilung für Studienzwecke nach Thailand zu schicken oder thailändische Studenten nach Hamburg kommen zu lassen.
Wenks Nachfolger wurde 1992 der international renommierte Ethnologe und Historiker Barend Jan Terwiel, der zuvor in Canberra und München gelehrt hatte. Terwiel bereicherte das Feld der Thaiistik durch die Einbeziehung der Kulturen der außerhalb Thailands lebenden Tai-Völker (u. a. Shan und Ahom) beträchtlich. Nach einer zweijährigen Vakanz wird die Thaiistik seit dem Wintersemester 2009/10 durch Volker Grabowsky vertreten, der sich 1996 an der Hamburger Thaiistik mit einer Arbeit über „Bevölkerung und Staat in Lan Na“ habilitiert hatte. 
Als Teil der 2005 gegründeten Südostasien-Abteilung bietet die Thaiistik gemeinsam mit Austronesistik und Vietnamistik einen BA-Studiengang an, der auch explizit ein Fachprofil Thaiistik besitzt. Seit dem Wintersemester 2012/13 wird auch ein einzigartiger internationaler Musterstudiengang „Languages and Cultures of Southeast Asia“ mit der Spezialisierung in Thai Studies angeboten. Die Zusammenarbeit mit benachbarten Fächern am Asien-Afrika-Institut eröffnet eine Vielzahl an Kooperations- und Entwicklungsmöglichkeiten des Faches.  In der Lehre wird die gesamte Breite des Faches in Sprache, Literatur, Geschichte und Gesellschaft abgedeckt. Die gegenwärtigen Forschungsschwerpunkte bilden die Geschichte von Thailand und Laos sowie die Manuskriptkulturen der Tai. Elf Promovierende verfassen derzeit Dissertationen in den Bereichen Geschichte, Kultur und Sprachwissenschaft.

## Voraussetzungen
Forschungsprojekte, die in Thailand durchgeführt werden sollen, bedürfen üblicherweise einer Genehmigung durch den National Research Council of Thailand (NRCT), den Nationalen Forschungsrat von Thailand. Bei Feldforschungen in thailändischen Nationalparks oder Naturschutzgebieten ist zusätzlich die Genehmigung des Royal Forest Departments (RDP), der Königlichen Waldaufsicht, einzuholen.

## Forscher und Gelehrte der Thaiistik (Auswahl)
- William J. Gedney (1915–1999), University of Michigan
- Henry Ginsburg (1940–2007), Kurator für südostasiatische Manuskripte an der British Library
- Volker Grabowsky (* 1959), Universität Hamburg
- Hans Penth (1937–2009), Universität Chiang Mai
- Barend Jan Terwiel (* 1941), Universität Hamburg
- Klaus Wenk (1927–2006), Universität Hamburg
- David K. Wyatt (1937–2006), Cornell-Universität